# 四つのノー、一つのない
四つのノー、一つのない（よっつのノー、ひとつのない、繁体字: 四不一沒有、簡体字: 四不一没有）とは、2000年5月20日に陳水扁が中華民国総統就任演説で述べた中華民国（台湾）と中華人民共和国（中国）との関係に関する指針。

## 内容
原文
| 「 | 只要中共無意對臺動武、本人保證在任期之內、不會宣佈獨立、不會更改國號、不會推動兩國論入憲、不會推動改變現狀的統獨公投、也沒有廢除國統綱領與國統會的問題。 | 」 |

日本語訳
| 「 | 中国共産党が台湾に対して武力行使を行う意図が無いとするうちは、自分の任期中において、独立を宣言せず、国号を変更せず、両国論を憲法に加えることは進めず、統一か独立かの国民投票は行わず、国家統一綱領と国家統一委員会の廃止という問題もない。 | 」 |

なお2006年2月27日に統一綱領・統一委員会とも「終止」（事実上廃止）された。陳水扁政権は、前年に中華人民共和国が反国家分裂法を制定したことにより、「四つのノー、一つのない」の前提条件が失われたためと主張した。